# Steven Michael Quezada

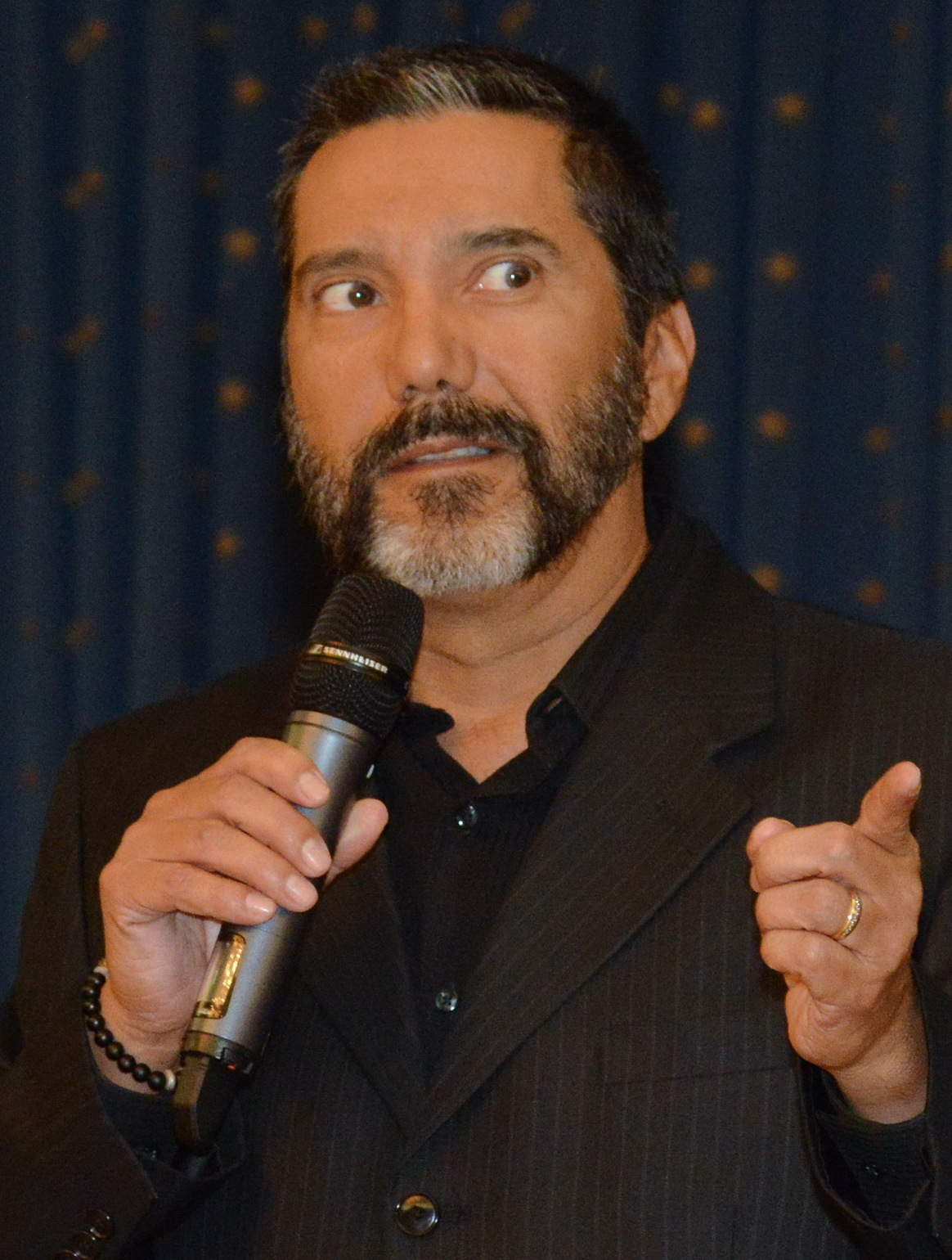

Steven Michael Quezada  est un acteur américain, né le 15 février 1963 à Albuquerque.
Il est notamment connu pour interpréter le rôle de Steven Gomez dans Breaking Bad.

## Filmographie

### Cinéma
- 2006 : Le Dernier Présage : Mécanicien Enrique
- 2006 : Beerfest : un mexicain
- 2010 : Love Ranch de Taylor Hackford : l'homme ivre
- 2010 : Kites : Cop
- 2011 : The Reunion : Colonel Ramirez
- 2016 :  Outlaws and Angels de JT Mollner (en) : Alonzo
- 2024 : Séduire la mort (Strange Darling) de JT Mollner (en) : Pete

### Télévision

#### Séries télévisées
- 2005 : Three Wise Guys : Rental Agent
- 2006 : Wildfire : Ernie Kent
- 2008 : US Marshals : Protection de témoins : Luis Cruz
- 2008 - 2013 : Breaking Bad : Steven Gomez
- 2009 : Crash : Councilman Rizzario
- 2010 - 2012 : The After After Party : lui-même

#### Téléfilms
- 2019 : Le Noël des héros (Holiday for Heroes) de Clare Niederpruem : Carlos Gabon

## Producteur
- 2010 - 2012 : The After After Party